# Béthemont-la-Forêt
 Béthemont-la-Forêt  es una población y comuna francesa, en la región de Isla de Francia, departamento de Valle del Oise, en el distrito de Pontoise y cantón de Taverny.

## Demografía
| 148 | 143 | 275 | 329 | 480 | 451 |
| Para los censos de 1962 a 1999 la población legal corresponde a la población sin duplicidades (Fuente: INSEE [Consultar]) |     |     |     |     |     |